# Madagascar National Parks
Madagascar National Parks (MNP) is sinds 1990 de organisatie voor het beheer van de nationale parken en reservaten in Madagaskar. Het vormt onderdeel van het nationale Système d'Aires Protégées de Madagascar (SAPM).
De organisatie valt onder het beheer van het ministerie dat verantwoordelijk is voor het milieu. Momenteel is dit het 'Ministeran'ny Kolontsaina sy ny Vakoka/Ministère de la Culture et du Patrimoine' (Ministerie van Cultuur en Erfgoed).
Oorspronkelijk heette de vereniging l'Association Nationale pour la Gestion des Aires Protégées (ANGAP). In 2006 werd de ANGAP vervangen door het Système d'Aires Protégées de Madagascar (SAPM).
Het doel van de organisatie is het duurzaam beheer en behoud van de nationale parken en reservaten, representatief voor de biologische diversiteit en het natuurlijk erfgoed van Madagaskar.